# Le Vieux Pays où Rimbaud est mort
Pour plus de détails, voir Fiche technique et Distribution.
Le Vieux Pays où Rimbaud est mort est un film franco-canadien réalisé par Jean Pierre Lefebvre, sorti en 1977.

## Synopsis
Abel, un doux excentrique vivant au Québec, décide de se rendre en France afin de renouer avec ses racines.  Il passe par Paris, où il devient l'ami d'une jeune femme de la classe ouvrière, puis se rend à Marseille et se lie d'amitié avec une juge d'un tribunal pour enfant.  

## Fiche technique
- Titre : Le Vieux Pays où Rimbaud est mort
- Réalisation : Jean Pierre Lefebvre
- Scénario  : Mireille Amiel et Jean Pierre Lefebvre
- Photographie : Guy Dufaux
- Musique : Claude Fonfrède
- Montage : Marguerite Duparc
- Production : Cinak Compagnie Cinématographique - Filmoblic
- Pays d'origine :  France -  Canada
- Durée : 114 minutes
- Date de sortie : France, 7 décembre 1977

## Distribution
- Marcel Sabourin
- Anouk Ferjac
- Myriam Boyer
- Roger Blin
- Germaine Delbat
- François Perrot
- Michel Delahaye
- Jean-François Dérec
- Jean Douchet
- Jean-François Stévenin
- Jacques Robert

## Distinction
- 1977 : Festival de Cannes (sélection officielle)

## Autour du film
Ce film est le seizième long-métrage de Jean-Pierre Lefebvre.  On y retrouve le personnage d'Abel, incarné par Marcel Sabourin et déjà présent dans le film Il ne faut pas mourir pour ça, du même réalisateur et sorti en 1966.  Vingt ans plus tard, Abel sera de retour pour une troisième et dernière fois dans Aujourd'hui ou jamais. 
Le Vieux Pays où Rimbaud est mort est un des deux films canadiens présentés en compétition officielle au Festival de Cannes en 1977, l'autre étant J.A. Martin photographe de Jean Beaudin, dont le rôle principal est aussi tenu par Marcel Sabourin.